# Vince McMahon, Sr.
Vincent James McMahon (6 tháng 7 năm 1914 — 24 tháng 5 năm 1984), còn được gọi là Vincent McMahon Sr. là một nhà quảng bá đấu vật chuyên nghiệp người Mỹ. Ông cũng được biết đến là người sáng lập Capitol Wrestling Corporation (sau đổi tên thành World Wide Wrestling Federation (WWWF) rồi World Wrestling Federation (WWF), và giờ là WWE) từ 1953 đến 1982, và cũng là cha của người kế nhiệm mình sau này là Vince McMahon.

## Thời niên thiếu
Vincent James McMahon sinh ngày 6 tháng 7 năm 1914 tại Harlem, New York. Bố ông là Roderick James "Jess" McMahon,  một nhà quảng bá quyền anh chuyên nghiệp và đấu vật chuyên nghiệp, từng cộng tác với nhà quảng bá huyền thoại sân Madison Square Garden Tex Rickard và mẹ ông là Rose (Davis). Cha mẹ ông đều là người gốc Ireland. Ông có một người anh trai tên Roderick Jr., và một cô em gái, Dorothy. Khi còn nhỏ, ông thường cùng cha tới chơi tại Madison Square Garden, và sau đó bắt đầu học cách kinh doanh của gia đình.

## Đấu vật chuyên nghiệp
McMahon nhận thấy tiềm năng phát triển to lớn mà ngành đâú vật chuyên nghiệp mang lại sau Thế chiến II, đặc biệt là với sự phát triển của truyền hình và nhu cầu của khán giả về các chương trình mới. Tương tự quyền anh, đấu vật diễn ra chủ yếu trong một võ đài nhỏ và có thể được gắn thêm một hoặc hai vòng dây, và địa điểm tổ chức dễ dàng lắp ráp trong các studio truyền hình, giảm chi phí sản xuất.
Công ty của McMahon, Capitol Wrestling Corporation, sau này đổi tên thành World Wide Wrestling Federation (WWWF) và World Wrestling Federation (WWF), vươn lên đứng đầu môn đấu vật chuyên nghiệp trong những năm 1950 và 1960 tại khu đông dân nhất quốc gia, Đông Bắc. Sự kiểm soát của ông chủ yếu tại Baltimore, New York và New Jersey. Dù tên WWWF, giống tất cả các công ty đấu vật chuyên nghiệp độc lập lúc bấy giờ, chủ yếu là hoạt động trong một khu vực. Tuy nhiên, đó lại là một trong những nơi đứng đầu khu vực sinh lời nhất.
Năm 1956, McMahon bắt đầu phát sóng các trận đấu của công ty trên truyền hình vào tối thứ tư trên DuMont Network. Đài truyền hình bắt nguồn từ một nhà kho cũ của Washington, DC. Đây là một trong những buổi phát sóng thể thao trực tiếp cuối cùng của mạng lưới truyền hình trước khi nó ngưng hoạt động vào năm sau; tuy nhiên WABD đã giữ buổi diễn sau khi trở thành một đài độc lập, phát sóng vào tối thứ bảy cho đến năm 1971.
Trong tiểu sử của mình, đô vật The Fabious Moolah nói rằng McMahon là một trong những người quảng bá đầu tiên phân chia số tiền thu được cho các đô vật của mình.
Không như con trai mình, ông cho rằng công việc của một người quảng bá chỉ nên ở hậu trường và không bao giờ can thiệp tới võ đài. Do đó, McMahon gần như không bao giờ xuất hiện gần võ đài. Tuy vậy, ông vẫn xuất hiện khi đứng ngoài võ đài tại Madison Square Garden "Alley Fight" giữa Sgt. Slaughter và Pat Patterson. Dù McMahon xuất hiện trong bộ phim The Wrestler trong một dàn diễn viên là các đô vật, ông tin rằng các đô vật vẫn chỉ nên là đô vật và không nên tham gia các hình thức truyền thông khác. Theo đó, ông không đồng ý Hulk Hogan đóng phim Rocky III năm 1982, dẫn tới Hogan tạm thời dời công ty để tham gia American Wrestling Association của Verne Gagne. Khi con trai ông mua WWF đã cảm thấy bất đồng với cha mình về vấn đề này. Con trai ông biến Hogan trở thành ngôi sao hàng đầu của công ty và nhiệt tình ủng hộ các đô vật lấn sân sang các lĩnh vực khác, cũng như quảng bá chéo với nhiều nhạc sĩ, diễn viên và các nhân vật khác không tham gia đấu vật.
Năm 1982, ông bán công ty World Wrestling Federation và Tập đoàn Titan Sports cho con mình, Vince McMahon. Con trai ông rất quan tâm đến cha mình, đã đặt mục tiêu đưa WWF trở thành một công ty tầm khu vực và cuối cùng là thế giới. "Nếu cha tôi biết tôi đang làm gì", McMahon trẻ nói với Sports Illustrated năm 1991, "ông ấy sẽ không bao giờ bán cổ phiếu của mình cho tôi".
Chiến thuật cạnh tranh của McMahon trẻ đã thành công và WWF nhanh chóng trở thành công ty nổi bật nhất ngành giải trí thể thao.

## Cá nhân và qua đời
McMahon có hai con trai với người vợ đầu, Victoria "Vicky" H. Askew (nhũ danh Hanner) (11 tháng 7 năm 1920 — 20 tháng 1 năm 2022); Roderick James "Rod" McMahon III (12 tháng 10 năm 1943 — 20 tháng 1 năm 2021), và Vince McMahon (sinh ngày 24 tháng 8 năm 1945). McMahon kết hôn với người vợ thứ hai, Juanita W. Johnston (20 tháng 12 năm 1916 — 19 tháng 1 năm 1998) và họ sống ở Fort Lauderdale. McMahon không sống tới khi thấy được công ty mình phát triển và hiện nay là tổ chức toàn cầu. Vào ngày 24 tháng 5 năm 1984, McMahon qua đời ở tuổi 69 vì ung thư tuyến tụy. Vince Sr. và vợ là Juanita được chôn cất tại Nghĩa trang Công giáo Đức Mẹ Thiên đường ở Fort Lauderdale, Florida.

## Di sản
Vince McMahon vẫn đang điều hành công ty của cha mình, kể từ năm 2002 đổi tên thành World Wrestling Entertaiment (WWE). Cháu của ông là Shane và Stephanie cũng làm việc cho WWF/E.
McMahon được giới thiệu vào WWE Hall of Fame năm 1996, bởi cháu trai ông, Shane.

## Giải thưởng và  thành tựu
- Professional Wrestling Hall of Fame and Museum
  - Khoá 2004
- World Wrestling Federation
  - WWF Hall of Fame (Khoá 1996)
- Wrestling Observer Newsletter
  - Wrestling Observer Newsletter Hall of Fame (Khoá 1996)
- Các thành tựu khác
  - Madison Square Garden Hall of Fame (Khoá 1984)